# 멘도사 라인

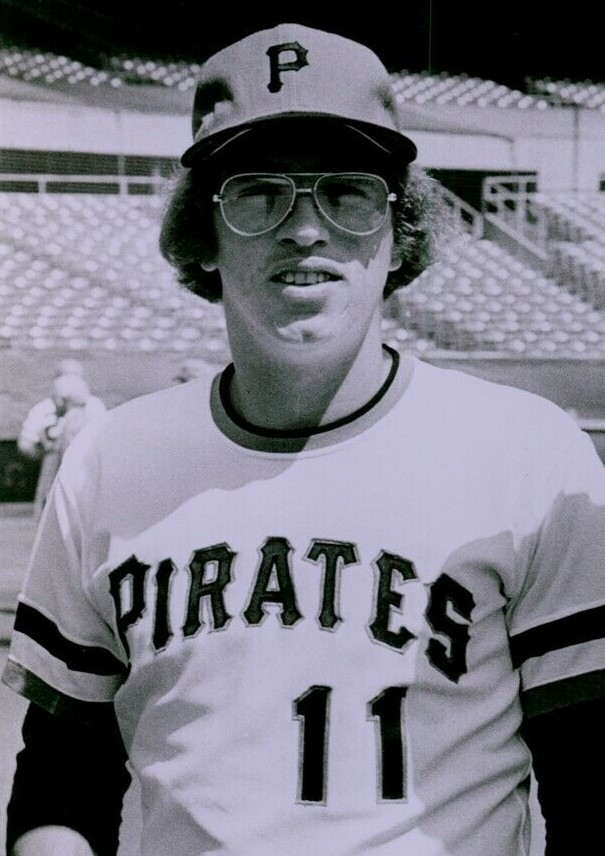
마리오 멘도사. 통산 타율은 .215이다

멘도사 라인(Mendoza Line)이란 야구에서 투수를 제외한 포지션 플레이어들 중에서 이 규정타석을 채우고도 타율이 2할 언저리에 있는 타자를 지칭하는 용어이다.
이 말의 유래는 메이저 리그에서 유격수를 보던 마리오 멘도사에서 연유된 것으로, 멘도사는 1979년 시애틀 매리너스 트레이드 되어 148타석에서  타율 0.198를 기록했다. 이 용어를 처음 사용한 사람은 캔자스시티 로열스의 조지 브렛으로 기자와 타율에 관한 인터뷰를 했을 때, "내 타율이 멘도사가 있는 라인 밑에 위치한 것을 보면 시즌 출발이 나쁘다는 것을 알게 된다."라고 답했고, 이후 이 용어는 널리 퍼지게 되었다. 또한 "일요일자 신문을 볼 때 제일 먼저 하는 일은 누가 멘도사 라인 아래에 있는지 찾아보는 것이다."라고 말하기도 했다. 조지 버렛은 1980년 타율 0.390 기록할 정도로 좋은 타격 능력을 가졌던 선수이다.

## 참조
1. ↑  '멘도사 라인' 은 최하위 선수 지칭 《스포츠서울》, 2004년 4월 26일 작성